# Raymundo Cárdenas
Raymundo Cárdenas Hernández (Villanueva, Zacatecas, 3 de febrero de 1950) es un político e ingeniero químico mexicano, miembro fundador del Movimiento Regeneración Nacional, se desempeñó diputado local en Zacatecas de 1983 a 1986, dos veces diputado federal al Congreso de la Unión, primero como plurinominal de 1991 a 1994 y por el distrito 3 de Zacatecas de 2006 a 2009. Fue secretario general del Gobierno de Zacatecas en la gestión de Ricardo Monreal de 1998 a 2000, senador por Zacatecas de 2000 a 2006. En 2008 junto con Graco Ramírez fue el representante legal encargado del Partido de la Revolución Democrática. 

## Trayectoria académica
Es Ingeniero Químico de la Universidad Autónoma de Zacatecas, Institución en la que fue director de la Escuela de Ciencias Químicas y Secretario General del SPAUAZ.

## Trayectoria política
Fue uno de los mayores opositores a la Ley Televisa. Militó en los partidos antecesores del Partido de la Revolución Democrática del cual fue fundador y miembro de su Comité Ejecutivo durante la presidencia de Cuauhtémoc Cárdenas, Porfirio Muñoz Ledo y Andrés Manuel López Obrador.
En abril de 2008 el Partido de la Revolución Democrática realizó sus elecciones para designar al nuevo presidente del partido, sin embargo, los comicios fueron declarados nulos por la inconformidad del candidato que quedó en segundo lugar. Debido a que la ley electoral exigía al partido tener al menos un dirigente, se acordó designar a Graco Ramírez y a Cárdenas como encargados de la presidencia con fines únicamente legales hasta que la dirigencia del partido pudiera designar un presidente interino.
Renunció a su militancia en el PRD el 21 de enero de 2010. En 2014, ingresó al Movimiento Regeneración Nacional, partido fundado por Andrés Manuel López Obrador.
De fines de 2010 a febrero de 2012 fue coordinador de proyectos estratégicos de gobierno del estado de Zacatecas. 
Actualmente se desempeña como consultor independiente y Coordinador editorial del periódico La Jornada Zacatecas.